# Seseli libanotis
Seseli libanotis là một loài thực vật có hoa trong họ Hoa tán. Loài này được (L.) Koch miêu tả khoa học đầu tiên năm 1824.

## Hình ảnh

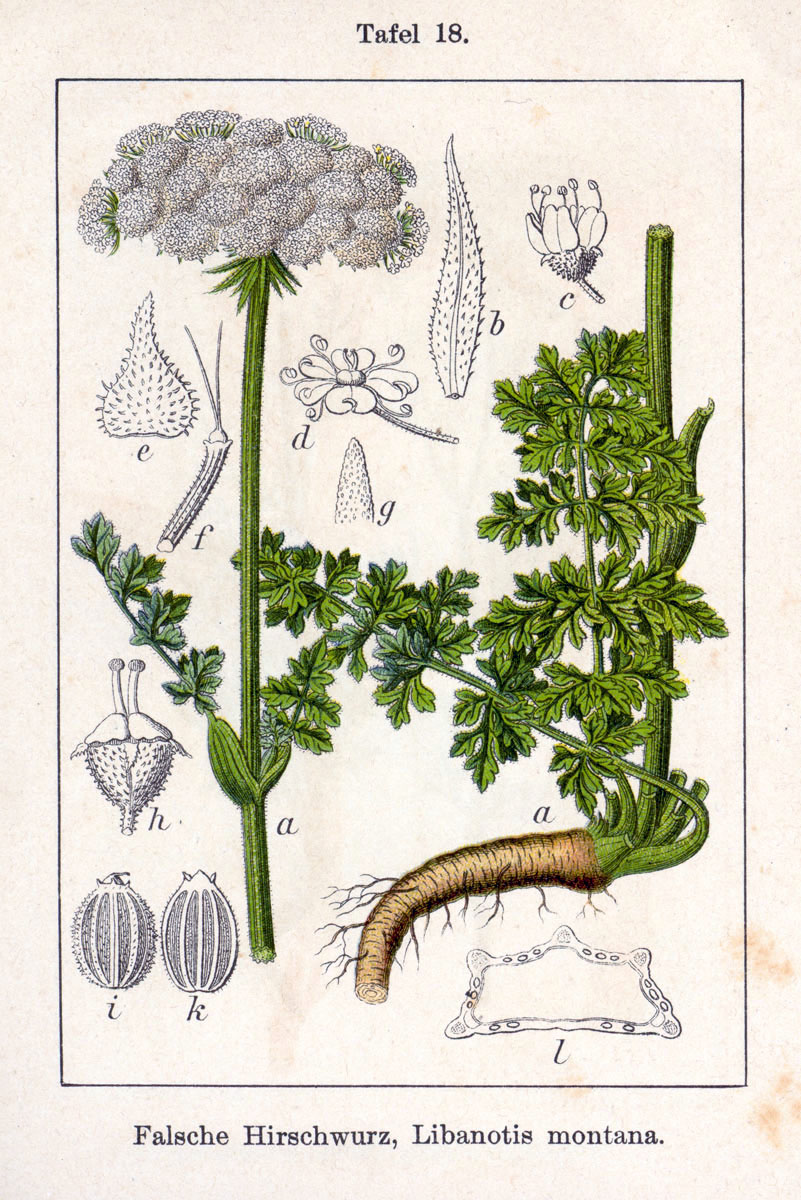
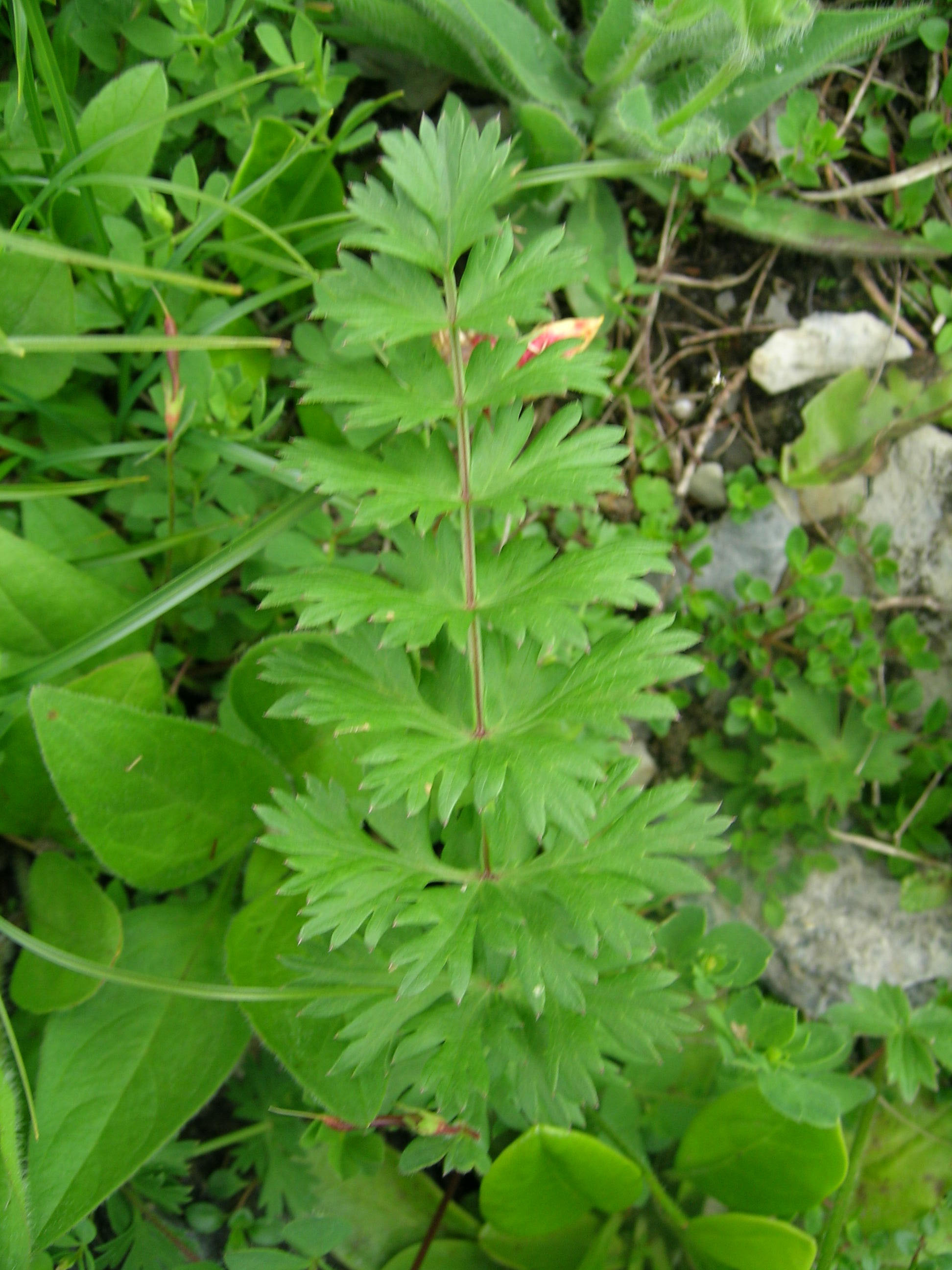
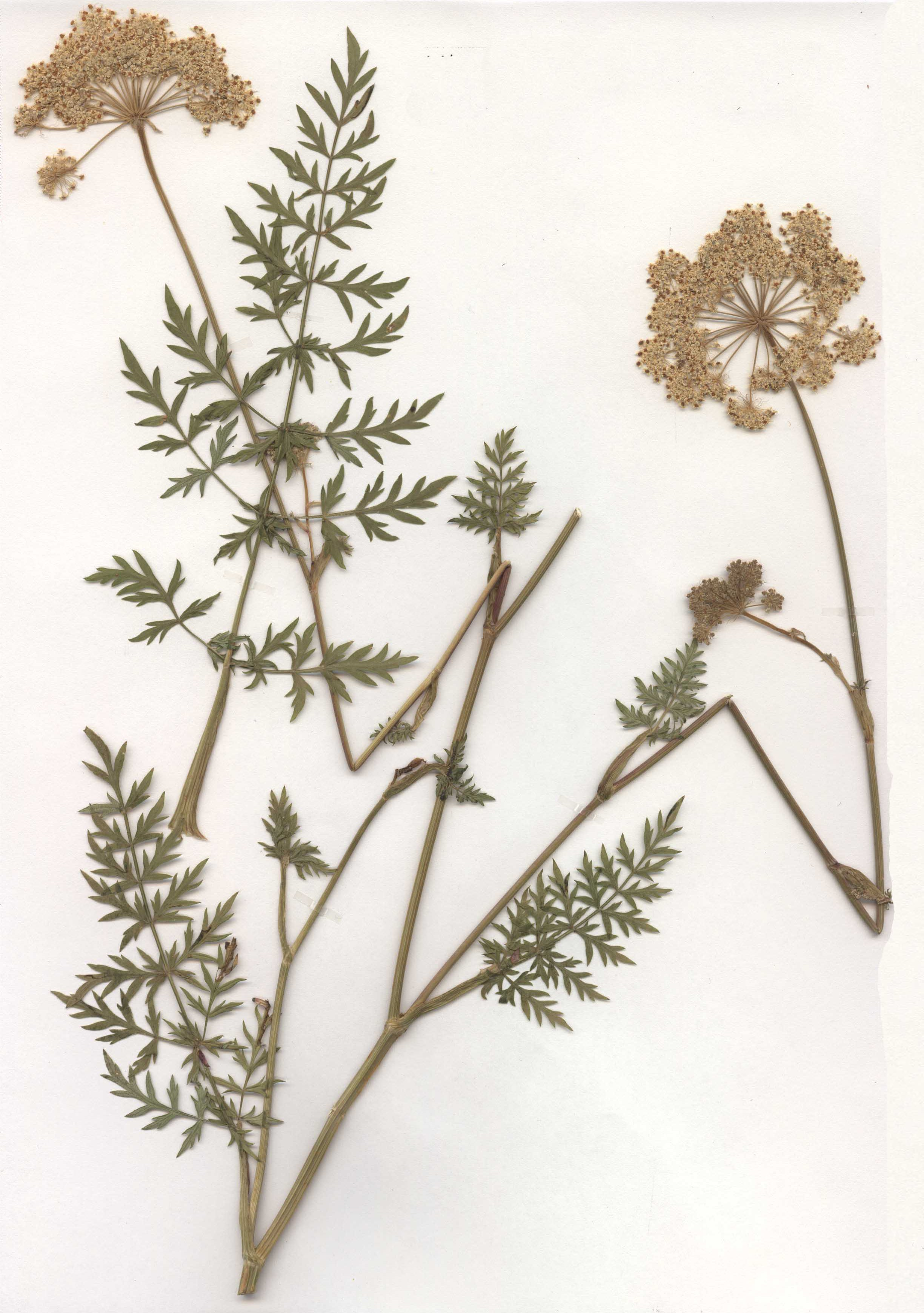
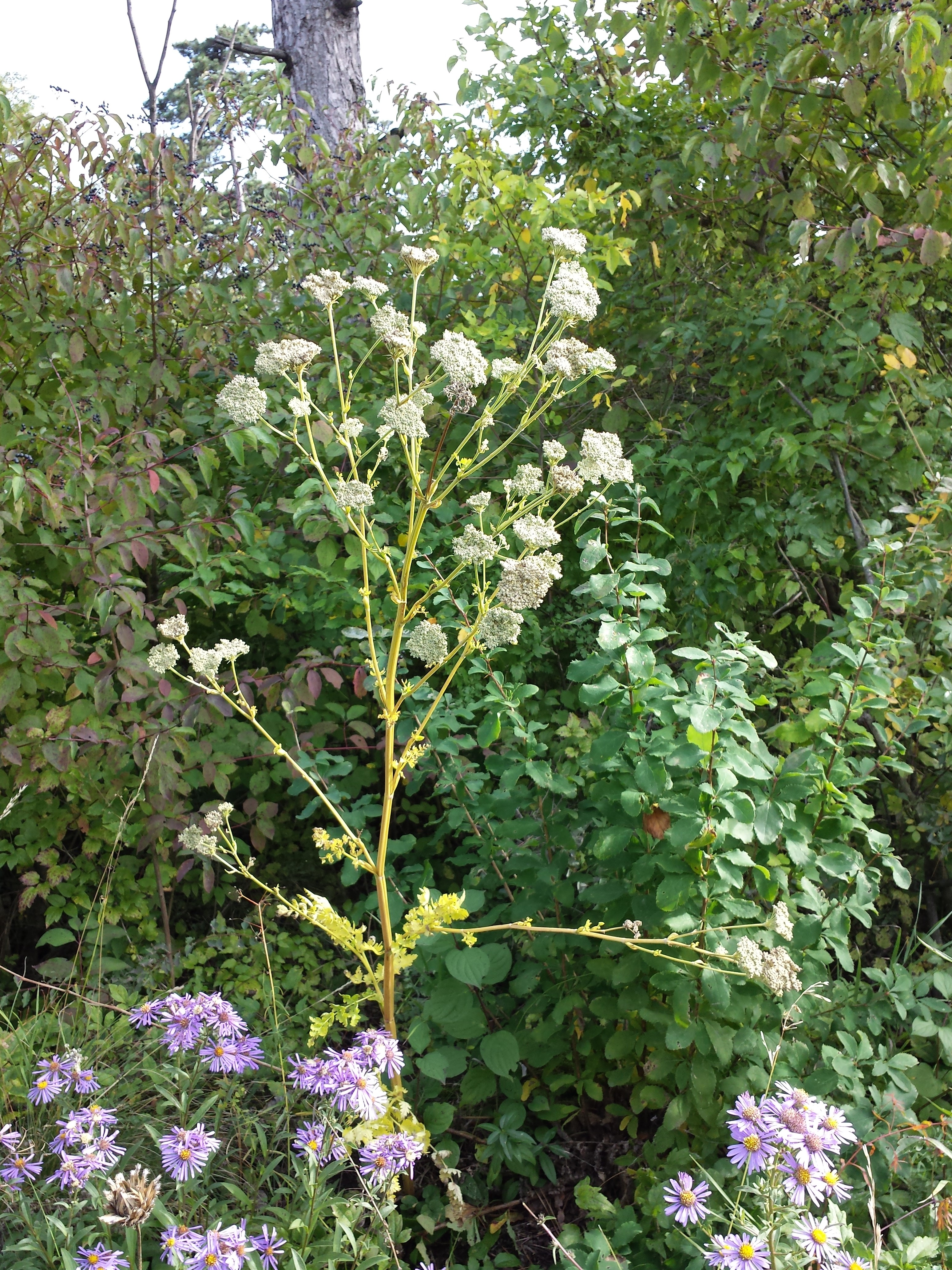